# Фонд перспективных исследований
Фонд перспективных исследований — государственный фонд, целью которого является содействие осуществлению научных исследований и разработок в интересах обороны России и безопасности государства, связанных с высокой степенью риска достижения качественно новых результатов в военно-технической, технологической и социально-экономической сферах, в том числе в интересах модернизации Вооружённых Сил Российской Федерации, разработки и создания инновационных технологий и производства высокотехнологичной продукции военного, специального и двойного назначения.

## История создания
История Фонда началась 22 сентября 2010 года, когда на Комиссии при Президенте по модернизации и технологическому развитию экономики России перед Министерством обороны была поставлена задача представить предложения о создании обособленной структуры в области заказа и сопровождения прорывных, высокорискованных исследований и разработок в интересах обороны и безопасности государства, модернизации Вооружённых Сил Российской Федерации, а также создания технологий и продукции двойного назначения, в том числе с учётом зарубежного опыта. В этом же году по инициативе заместителя Министра обороны Дмитрия Чушкина в ОАО «Воентелеком» было создано подразделение по сбору и экспертизе предложений в интересах Вооружённых Сил Российской Федерации — Научно-исследовательский центр «Бюро оборонных решений».
Инициатива по созданию обособленной организации была вновь инициирована Правительством в конце 2011 года, когда на должность вице-премьера был назначен Дмитрий Рогозин. Инициированная им переработка собранных к тому времени предложений по проекту фонда «Национальная безопасность и развитие» завершилась подготовкой ФЗ «О Фонде перспективных исследований», который был внесен в Государственную Думу (законопроект и сопроводительные документы, обоснования и отзывы на ФЗ).
Фактически Фонд начал деятельность в начале 2013 года, когда были утверждены бюджет, штат и руководство Фонда. Направления исследований Фонда были утверждены позднее — 7 августа 2013 г., когда на заседании Попечительского совета были утверждены первые 8 поддержанных проектов.

## Направления
Основные направления деятельности фонда:

### Информационные исследования
- создание перспективной электронной компонентной базы, в том числе для технологий квантовой обработки информации, фотоники, нейроморфных систем обработки информации, углеродной и вакуумной электроники
- создание интеллектуальных технологий, способных заменить человека-оператора при решении различных задач обработки информации
- создание новых информационных технологий для оборонно-промышленного комплекса, среди которых технологии коллективной разработки инженерного программного обеспечения, а также средства информационной поддержки жизненного цикла оборонной продукции с использованием технологий виртуальной и дополненной реальности

### Физико-технические исследования
- создание средств и технологий для космического и воздушного пространства, систем вооружений, действующих на поверхности земли, надводных и подводных комплексов
- создание новых типов двигателей, систем оптического и радиолокационного наблюдения, средств связи и навигации
- разработка функциональных безлюдных технологий для освоения гидрокосмоса

### Химико-биологические и медицинские исследования
- перспективные технологии энергообеспечения
- разработка технологий придания экстремальных свойств полимерам, композитным материалам, а также металлам и их сплавам
- разработка аддитивных технологий изготовления узлов и агрегатов вооружения, военной и специальной техники
- создание новых технических решений на основе эффекта высокотемпературной сверхпроводимости

## Проекты

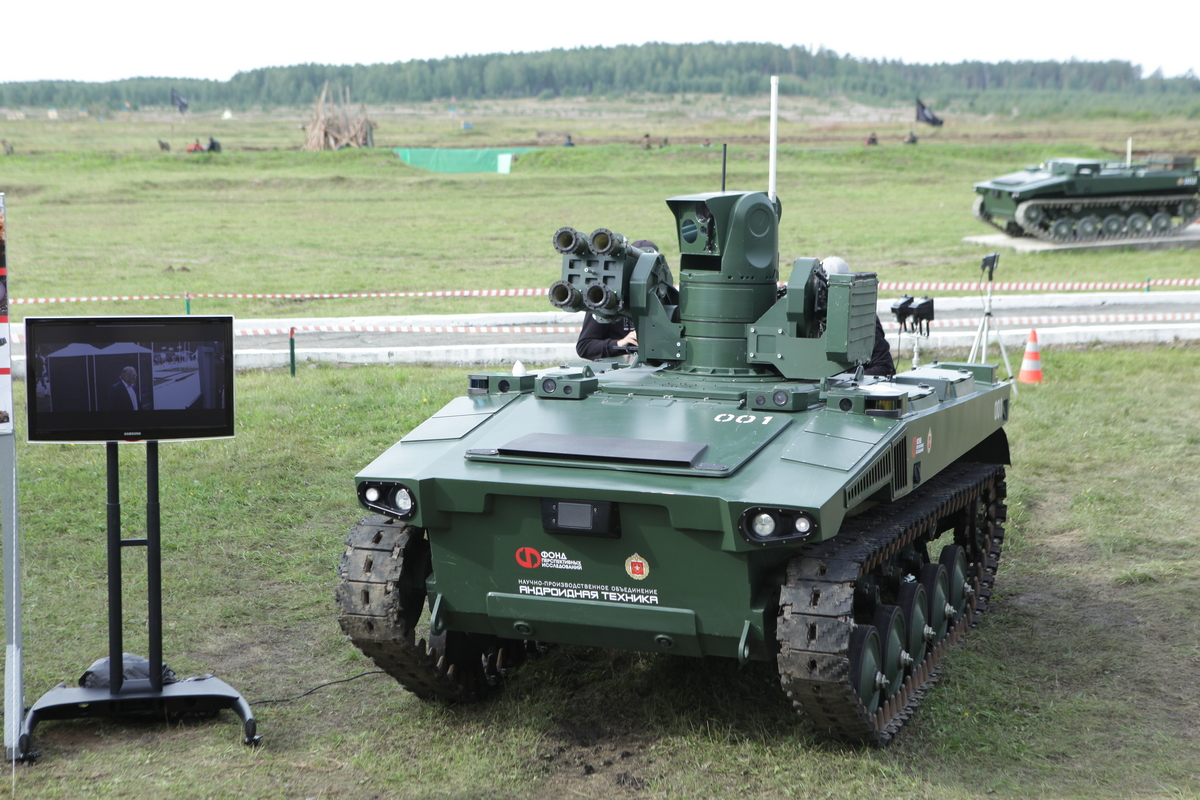
Экспериментальная робототехническая платформа «Маркер»

Проекты Фонда перспективных исследований нацелены на поиск решений особо значимых научно-технических проблем, которые, в частности, будут определять облик средств вооружённой борьбы и систем двойного назначения через 20-30 лет. По своему содержанию и горизонту планирования они дополняют мероприятия Государственной программы вооружения, а также федеральных целевых программ в области обороноспособности и безопасности страны. С 2012 по 2020 годы фондом реализованы свыше 80 проектов. Среди них:
- «Спасатель»[9] — проект по созданию антропоморфного робота для работы в опасных для человека условиях, в том числе для использования в космосе. См. также Фёдор (робот).
- «Гербарий»[10] — всероссийский проект, цель которого — создать первую отечественную интегрированную платформу как инструмент коллективной разработки и распространения конструкторского инженерного программного обеспечения, не уступающего передовым мировым аналогам. Проект запущен Фондом перспективных исследований в марте 2015 года.
- «Сова»[11] — проект по созданию первого российского атмосферного спутника на солнечных батареях. Проект реализуется Фондом перспективных исследований и компанией «Тайбер». Создание стратосферного спутника такого типа может решить проблему длительного мониторинга в северных широтах, а также ряд телекоммуникационных задач. Испытания атмосферного спутника в формате двухсуточного беспосадочного полета успешно прошли в июле 2016 года.
- «Кварц»[12] — проект создания носителей информации с неограниченным сроком хранения данных. Совместный проект Фонда перспективных исследований и Минобрнауки России. Исполнителем по проекту выступает РХТУ им. Д. И. Менделеева.Экспериментальная робототехническая платформа «Маркер»
- «Гамак»[13] — проект по созданию автономной системы квантового распределения криптографических ключей (см.также Квантовая криптография) на базе стандартной телекоммуникационной инфраструктуры. Исполнитель — Лаборатория квантовых оптических технологий, учрежденная совместно Фондом перспективных исследований и Физическим факультетом МГУ имени М. В. Ломоносова.
- «Маркер» — экспериментальная робототехническая платформа. Совместный проект Национального центра развития технологий и базовых элементов робототехники Фонда перспективных исследований и НПО «Андроидная техника». Платформа предназначена для отработки ключевых технологий наземной робототехники: техническое зрение, связь, навигация, автономное движение и применение, групповое управление. Собраны и скомпонованы пять колесных и гусеничных машин
- «Ифрит» — Детонационный жидкостный ракетный двигатель. Совместный проект Фонда перспективных исследований и АО "НПО «Энергомаш им. ак. В. П. Глушко». Создан действующий стендовый образец детонационного ЖРД, работающего в режиме непрерывного спинового горения. Время наработки превысило 150 сек, значения тяги достигали 3000 кгс, пустотного удельного импульса — 290 с. Экспериментально подтверждена возможность реализации НСД на топливной паре кислород-керосин, доказана возможность организации длительной устойчивой НСД и возможность ее успешного использования в ЖРД. Установлена корреляция между наличием НСД и увеличением удельных тяговых характеристик исследуемых камер.
- «Команда 112» — федеральный проект предупреждения чрезвычайных ситуаций силами добровольцев. Официальное название — «Система коллективной обработки пространственных данных» (СКОПД) (исполнитель — НИИ ГО и ЧС МЧС России)[14].
- «Витязь-Д» — комплекс сверхглубоководного погружения. Совместный проект Фонда перспективных исследований и ЦКБ МТ «Рубин». Аппарат «Витязь» стал первым полностью автономным аппаратом, достигшим дна Марианской впадины .
- Крыло-СВ — многоразовая ракетно-космическая система. Совместный проект Фонда перспективных исследований и Государственной корпорации по космической деятельности «Роскосмос». В ходе реализованного в 2017—2018 годах аванпроекта по определению технического облика изделия проанализирован научно-технический задел по выполненным ранее работам ЦАГИ имени профессора Н. Е. Жуковского, Центрального научно-исследовательского института машиностроения (ЦНИИМаш) и ГКНПЦ им. М. В. Хруничева по тематике многоразовых ракетно-космических систем. Проведена масштабная работа по математическому моделированию полета, предложены ключевые конструктивно-компоновочные решения, определены оптимальный тип и характеристики ракетного двигателя. Подготовлено техническое задание на изделие, ведется работа по формированию на базе ЦНИИМаш (головной исполнитель) Проектно-конструкторского центра многоразовых ракетно-космических систем. Начало испытаний демонстраторов запланировано на 2021—2022 годы.
- «Толба»— криоконсервация органов. Совместный проект Фонда перспективных исследований и Федерального государственного бюджетного учреждения науки «Институт биофизики клетки Российской академии наук». В рамках проекта разработана и экспериментально обоснована на клеточной, тканевой и органной моделях концепция витрификации биологических объектов, обеспечивающая замораживание без кристаллизации в условиях сниженной на 20-30 % суммарной концентрации криопротекторов. На модели аорты крысы показано восстановление эндотелиального и гладкомышечного слоев сосуда на уровне 85 %-95 % живых клеток после замораживания до криогенных температур.
- «Таймень» — перспективные технологии упрочнения металлов. В 2016 году Фондом перспективных исследований на базе Брянского государственного технического университета сформирована лаборатория волнового деформационного и комбинированного упрочнения в аддитивных и субтрактивных технологиях. В рамках проекта разработана аддитивно-субтрактивно-упрочняющая технология (АСУТ) 3D-печати крупногабаритных металлических изделий из проволоки. Создана опытная установка АСУТ, включающая аддитивный модуль (выращивание изделий из проволоки электродуговым методом), субтрактивный модуль (обеспечение точности размеров за счет удаления стружки) и упрочняющий модуль (структурирование, уплотнение и упрочнение за счет волнового деформационного воздействия). Для выращивания деталей типа тел вращения разработана модульная установка, позволяющая создавать сложнопрофильные изделия, в том числе биметаллические. Разработанная комплексная технология не имеет прямых аналогов в мировой практике. Впервые установлена возможность получения АСУТ изделий, прочностные свойства материала которых в 1,5-2,5 раза превышают соответствующие свойства проката. Изделия также отличаются высоким коэффициентом использования материала на уровне 0,6-0,8 и высокой производительностью синтеза, превышающей 400 кубических сантиметров в час.
- «Контур» — перспективные сверхпроводниковые материалы. Совместный проект Фонда перспективных исследований и ЗАО «СуперОкс». В рамках проекта разработаны демонстрационные образцы сверхпроводниковых электродвигателей мощностью 50 кВт и 500 кВт, демонстрирующих возможности технологии. Разработаны программы и методики испытаний, успешно проведены лабораторные и вибрационные испытания электродвигателей мощностью 50 и 500 кВт, проводятся испытания электродвигателей мощностью 500 кВт. В феврале 2021 года стартовали наземные испытания в составе самолета (летающая лаборатория на базе Як-40).

## Конкурсы
Фонд перспективных исследований проводит открытые конкурсы в случаях, когда существует актуальная научная проблема, но нет конкретных идей по ее решению, либо в тех случаях, когда при наличии перспективной идеи нет исполнителя для ее реализации. Так, в декабре 2016 года стартовал открытый конкурс Фонда на лучший демонстратор летательного аппарата вертикального или сверхкороткого взлета и посадки. Осенью 2016 года был объявлен конкурс на лучшую интеллектуальную технологию дешифрирования аэрокосмической информации (совместно с аэрокосмическим кластером Сколково). Одной из заявленных целей конкурса стало выявление российских научных коллективов, способных создавать интеллектуальные технологии распознавания объектов различных классов.
Другие конкурсы, проведенные Фондом перспективных исследований:
- конкурс на лучший проект по созданию лаборатории на базе беспилотного летательного аппарата мультироторного типа[16] (победитель — Московский физико-технический институт);

- конкурс на лучший демонстрационный образец технологии распознавания лиц[17](победитель — ФГУП ГосНИИАС);

- на разработку демонстратора дополненной реальности для технического обслуживания и ремонта вооружений, военной и специальной техники[18] (победитель — АО «Центр технологии судостроения и судоремонта»);

- конкурс предложений «Новые подходы к обеспечению неподавляемой связи». Конкурс проводился по двум номинациям — «Самоорганизующаяся сеть персональной радиосвязи» (победитель — Санкт-Петербургский государственный университет аэрокосмического приборостроения) и «Помехозащищенная система связи» (победитель — Томский государственный университет систем управления и радиоэлектроники).
- в апреле-августе 2018 года прошел открытый конкурс на лучшее решение в области создания интеллектуальной технологии контроля ручных операций по видеоизображению с рабочего места оператора сборочного производства. Организаторы конкурса — Фонд перспективных исследований и Фонд «Сколково», техническим и методологическим партнером выступило ПАО «Камаз».
- Всероссийские соревнования по морской робототехнике «Аквароботех». Проводятся с 2018 года. Организатором первенства выступает Фонд перспективных исследований при поддержке коллегии Военно-промышленной комиссии Российской Федерации, Минобороны России, МЧС России, Минтранса России, Минобрнауки России, Росгвардии, АО «Объединенная судостроительная корпорация», Морского государственного университета имени адмирала Г. И. Невельского, Дальневосточного федерального университета.
- соревнования по перспективным направлениям развития радиосвязи «Радиофест». Проводятся с 2019 года. Организаторами первенства выступают Фонд перспективных исследований и Министерство науки и высшего образования Российской Федерации при партнерской поддержке ОЭЗ "Технополис «Москва» и АО "Концерн «Созвездие».
- oткрытый конкурс на лучшее решение в области программно-аппаратного обеспечения для автономного управления беспилотными мультироторными летательными аппаратами «Аэробот». Конкурс проводился с августа 2017 по март 2019 года в г. Москве и г. Анапе. Организатором первенства выступил Фонд перспективных исследований при поддержке Минобороны России.
- в апреле-ноябре 2020 года состоялся конкурс Фонда перспективных исследований на лучшую интеллектуальную технологию геопривязки изображений «Локация». Цель конкурса Цель проведения конкурса — поиск наиболее перспективных и развитых технологий определения места проведения фотосъемки по фотографии и распознавания на ней различных информативных объектов, таких как указатели, государственные номера автомобилей, информационные и рекламные вывески, достопримечательности, а также особенности архитектуры и природных ландшафтов.

## Критика
- В ноябре 2013 года содержимое пробной версии сайта портала Фонда было проиндексировано поисковыми системами и на некоторое время оказалась в публичном доступе. Выяснилось, что внутренний портал организации размещался по адресу rs.fpi.do-nothing.ru[19].